# World Enough and Time
World Enough and Time (traducido literalmente como Suficiente mundo y tiempo) es el undécimo episodio de la décima temporada de la serie británica de ciencia ficción Doctor Who. Está escrito por Steven Moffat y dirigida por Rachel Talalay, fue transmitido el 24 de junio de 2017, por el canal BBC One. El episodio recibió críticas abrumadoramente positivas de los críticos de televisión.
En el episodio, el Doctor (Peter Capaldi), Bill (Pearl Mackie), Nardole (Matt Lucas), y Missy (Michelle Gomez) responden a una señal de socorro de una nave gigantesca tratando de escapar de un agujero negro. Es el primer episodio de una historia de dos partes que concluye en el siguiente episodio, "El Doctor cae". "Suficiente mundo y tiempo" es el primer episodio multi-amo de la historia de la serie, ya que cuenta con Missy, última encarnación del personaje, y una versión anterior (John Simm) visto por última vez en el doble episodio de "El fin del tiempo" (2009-2010). También sirve como historia del origen de los Cybermen, y cuenta con el regreso de los Cybermen Mondasianos originales, vistos por última vez en pantalla en el episodio "El décimo planeta" (1966), que fue el debut de los Cybermen.

## Argumento
En el comienzo, el Doctor (Peter Capaldi) sale de la TARDIS en un paisaje nevado y se derrumba, tras lo cual comienza a regenerarse.
Anteriormente, el Doctor propuso probar el cambio de Missy (Michelle Gomez), y junto a Bill (Pearl Macky) y Nardole (Matt Lucas), contestan a una señal de socorro. Llegan a través de la TARDIS a una nave de colonización gigante que intenta escapar de un agujero negro. Uno de los piloto, Jorj (Oliver Lansley), los amenaza a punta de pistola y exige saber quién de ellos es humano, temiendo a las criaturas que llegan por el ascensor. Bill admite ser la única humana y Jorj le dispara. Figuras humanóides, con máscaras de tela y vestidos de hospital, se llevan el cuerpo de Bill alegando que pueden respararla. Justo antes de que los ascensores bajasen, el Doctor deja a Bill un mensaje en su subconsciente, donde le dice que "lo espere".
Jorj les dice al Doctor, Missy y Nardole que la nave era nueva y era imposible que nadie hubiese abordado. Dice también que hace dos días, parte del equipo bajó al otro extremo de la nave para invertir los propulsores y así escapar del agujero negro. Jorj afirma que en la nave sólo había 50 personas hace dos días, pero Nardole muestra que en realidad hay miles de formas de vida abajo. Son los descendientes de la tripulación: debido a la dilatación del tiempo a causa del agujero negro, el tiempo pasa más rápido en los niveles inferiores de la nave que el puente de mando, que es el punto más alto, y para Bill ha transcurrido un año. El Doctor incapacita a Jorj y, junto con Missy y Nardole, sale en un ascensor.
Bill despierta en un hospital, donde descubre que ha sido equipada con un dispositivo mecánico que sirve como un reemplazo de su corazón. Razor, uno de los empleados del hospital, le muestra lo que hay a su alrededor y le explica que algunos de los pacientes están a la espera de ser "actualizados" para la "Operación Éxodo", para escapar del aire contaminado de los niveles inferiores de la nave. Años más tarde, ven imágenes del puente donde el Doctor baja por en el ascensor. Sin embargo, Razor engaña con sus trucos a Bill para convertirla en la siguiente sujeto de "actualización".
Al llegar, el Doctor y Nardole exploran el hospital mientras Missy trata de determinar el origen de la nave de colonización. Descubre que la nave proviene del planeta "gemelo" de la Tierra, Mondas. Razor se acerca a ella e insiste en que ha estado aquí antes, y que el Doctor nunca la perdonará por lo que le ha pasado a Bill. Cuando ella lo niega, Razor se quita su disfraz, revelándose a sí mismo como el Amo (John Simm), la encarnación anterior de Missy. El Doctor y Nardole encuentran una sala de operaciones donde un Cyberman Mondasiano sale de un armario que el Doctor abre. El Doctor le pregunta dónde está Bill Potts, a lo que el Cyberman se identifica como ella. El Amo y Missy entonces explican que todos son testigos de la génesis de los Cybermen. El Cyberman le dice al Doctor "Te esperé"; mientras podemos ver que debajo de la cubierta de la cara, Bill suelta una lágrima.

## Continuidad
- Bill se convierte en un Cyberman que tiene el diseño original de cuando aparecieron por primera vez en "El décimo planeta" (1966).[1]

- El Doctor le realiza una llave de aikido venusiano a Jorj, una especialidad del Tercer Doctor que primero demostró en "La muerte verde" (originalmente llamado "karate venusiano" en "Inferno").[2][3]

- El Amo dice que le encanta disfrazarse, un truco que se remonta a su debut en "El terror de los autones", donde se hizo pasar por ingeniero de teléfono.[2][4] También menciona ser "el ex primer ministro de alguien"; El Amo fue elegido primer ministro durante "El sonido de los tambores" / "El último de los Señores del Tiempo", bajo el alias de Harold Saxon.[2]

- Missy y el Amo se refieren a la creación de los Cybermen como "El Génesis de los Cybermen", que hace referencia al título del episodio El Génesis de los Daleks (1974).

## Producción
La lectura de este episodio tuvo lugar el 21 de febrero de 2017, y el rodaje principal se produjo del 24 de febrero al 28 de marzo.

### Casting
El 6 de abril de 2017, la BBC confirmó que Simm estaría de vuelta como el Amo en la décima temporada, apareciendo junto a su sucesor en el papel, Michelle Gomez, por primera vez en la historia de la serie.

## Emisión y Recepción

### Emisión
El episodio fue visto por 3,37 millones de espectadores durante la noche. Sin embargo, en comparación con otros programas que se emitieron en la misma noche, a Doctor Who le fue relativamente bien con una cuota del 22%. El episodio recibió 5,00 millones de visitas en general.

### Recepción
"Suficiente mundo y tiempo" recibió críticas abrumadoramente positivas de los críticos de televisión, con muchos de ellos aclamándolo como el mejor episodio de la décima temporada, pero también criticando a la red por arruinar el cliffhanger desde el principio. El episodio tiene actualmente una puntuación de 100% en Rotten Tomatoes.
Bradley Russell de SFX Magazine le dio al episodio una calificación de 4 estrellas de 5. Tras señalar que el episodio estaba a punto de "jugar con las expectativas", afirmó que el episodio era la mezcla habitual de sustos de ciencia ficción y terror, pero que todo se sentía muy poco fuera de lugar. Él, sin embargo, cumplido el final del episodio y cómo se dio más motivación suficiente para ver el episodio final. Indicó que la escena inicial de la regeneración era una "táctica barata" sin respuestas dadas, pero la idea de Missy llenara los zapatos del Doctor fue mucho más interesante. También afirmó que algunas escenas fueron "al límite de lo irreconocible para niños pequeños" y "demasiado lento y lleno de exposición".
Scott Collura de IGN le dio al episodio un 9 sobre 10, admirando el desarrollo del carácter de Missy a través del episodio, ya que finalmente es descrita como "fuera de sí como Missy", y cómo Steven Moffat hace un buen trabajo de deconstruir el nombre y el significado del programa. Luego pasó a alabar "Suficiente mundo y tiempo" como una gran acumulación para el final de la temporada, y señaló que "como el Amo y Missy en sí mismos, este episodio es una especie de monstruo de dos caras, pero una buena que parece estar con lo que la décima temporada a un buen final". Dijo que el episodio estaba lleno de grandes conceptos de ciencia ficción, con altas apuestas para todos los personajes principales y secundarias, y la forma en que el episodio estaba lleno de "humor, sustos, y mucho más".
Ross Ruediger del "Nueva York Magazine" también fue muy positiva sobre el episodio, alabando el guion de Steven Moffat y la inteligencia de su escritura, pero también indica que era fácil de ver a través del disfraz de John Simm, ya que su aparición del Amo había sido anunciada desde el principio: "¿Quién hubiera adivinado que Simm regresaba después de todos estos años, imagínese la sorpresa que podría haber sido?" Dijo que el episodio dirigido a captar la atención del espectador, incluso antes de los créditos, con la escena de la regeneración, afirmando que se trataba de una "regeneración" mucho mejor que el que había aparecido anteriormente en "La mentira de la Tierra". También felicitó a la dirección del episodio de Rachel Talalay, después de tener un historial con final de serie de Peter Capaldi.
Patrick Mulkern de Radio Times le dio al episodio una puntuación perfecta, lo llamó "macabro y fascinante", indicando que la conversión de Bill Potts en el Cyberman Mondasiano y la revelación al final del episodio "lleno de más fuerza" como la Cyber-conversión de Jackie Tyler en la segunda temporada o la revelación de Oswin Oswald como un Dalek en "El manicomio de los Daleks". Mulkern terminó su opinión con elogios hacia el cliffhanger final: "El cierre de suficiente mundo y el tiempo es sublime, el guion de Steven Moffat corta con destreza entre dos escenas de la revelación, tomas realizadas a la perfección por la directora Rachel Talalay." 